# Bolt Arena
A Bolt Arena é um estádio localizado em Helsinque, na Finlândia. É a casa do HJK, maior vencedor do Campeonato Finlandês de Futebol.

## História

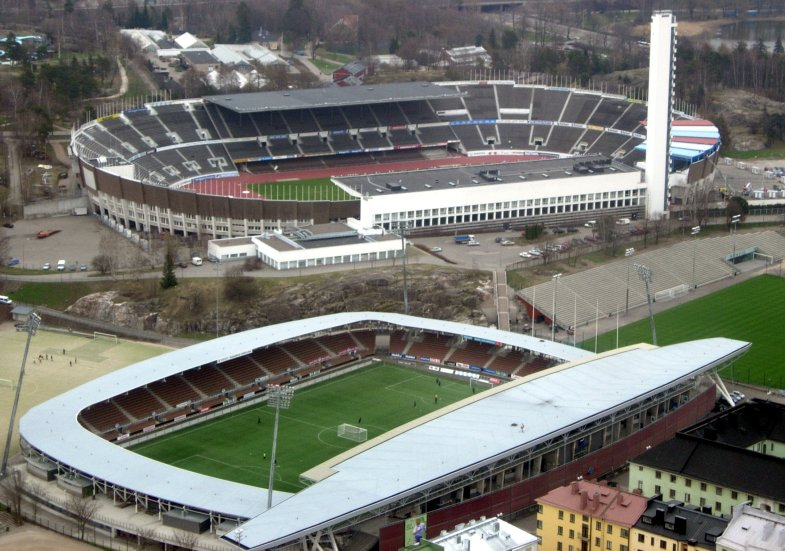
Telia 5G -areena em 1º plano e o Estádio Olímpico de Helsinque ao Fundo.

Inaugurado em 2000, tem capacidade para 10.770 torcedores. Foi uma das sedes do Campeonato Mundial de Futebol Sub-17 de 2003. Em Julho de 2006 passou a utilizar a segunda geração de grama artificial homologada pela FIFA.

## Ligações Externas
- Google Maps - Foto por Satélite